# Alonso de Salazar
Toribio Alonso de Salazar (Burgos, ... – ...; fl. XVI secolo) fu il primo esploratore spagnolo a scoprire le isole Marshall, il 21 agosto 1526.

## Biografia
Salazar fu il comandante della Santa Maria de la Victoria, ma non si sa se sia sbarcato. Si crede che abbia visto l'atollo Bokak. Il suo vascello fu l'ultima nave sopravvissuta della spedizione di Frey García Jofre de Loaísa, che puntava ad espandere la precedente circumnavigazione globale di Ferdinando Magellano.